# Yuya Ikeshita
Yuya Ikeshita (8 mei 2002) is een Nederlands voetballer van Japanse afkomst die als middenvelder voor FC Den Bosch speelt.

## Carrière
Yuya Ikeshita speelde in de jeugd van vv OSM '75, USV Elinkwijk, AFC Ajax en SC Buitenveldert. Sinds 2015 speelt hij in de jeugd van FC Utrecht. Hij debuteerde in het betaald voetbal voor Jong FC Utrecht op 2 maart 2021, in de met 3-1 gewonnen thuiswedstrijd tegen FC Dordrecht. Hij kwam na de rust in het veld voor Davy van den Berg. In de volgende wedstrijd, een met 0-1 verloren thuiswedstrijd tegen MVV Maastricht, stond Ikeshita voor het eerst in de basis.
Vanaf het seizoen 2023/24 komt Ikeshita uit voor FC Den Bosch. Zijn contract aldaar loopt tot en met de zomer van 2025, met daarin een optie vanuit de club voor nog een seizoen. Zijn debuut maakte hij op 11 augustus 2024 in het met 1-0 gewonnen thuisduel tegen TOP Oss. Ikeshita startte in de basis en werd in de tachtigste minuut vervangen door Sebastiaan van Bakel. Drie weken later maakte de middenvelder zijn eerste goal voor FC Den Bosch. Uit een vrije trap schoot hij, tegen Jong PSV, in de tiende minuut de 1-0 tegen de touwen. De Bosschenaren verloren de wedstrijd uiteindelijk met 1-2.
Tijdens de voorbereiding van het seizoen 2024/25 raakte Ikeshita geblesseerd. Pas in de een-na-laatste wedstrijd voor de winterstop, op 13 december 2024, thuis tegen Jong PSV keerde de middenvelder weer terug in de wedstrijdselectie. Een week later, in de met 0-3 gewonnen uitwedstrijd tegen FC Emmen, maakte hij als invaller zijn rentree. In de negenenvijftigste minuut verving Ikeshita Nick de Groot. Sindsdien kwam Ikeshita, mede door een nieuwe blessure, niet meer in actie. Na dit tweede seizoen besloot FC Den Bosch het contract van de middenvelder niet te verlengen.

### Statistieken
| Seizoen                        | Club            | Land           | Competitie     | Competitie | Competitie | Beker | Beker | Totaal | Totaal |
| Seizoen                        | Club            | Land           | Competitie     | Wed.       | Dlp.       | Wed.  | Dlp.  | Wed.   | Dlp.   |
| ------------------------------ | --------------- | -------------- | -------------- | ---------- | ---------- | ----- | ----- | ------ | ------ |
| 2020/21                        | Jong FC Utrecht | Nederland      | Eerste divisie | 8          | 0          | –     | –     | 8      | 0      |
| 2021/22                        | Jong FC Utrecht | Nederland      | Eerste divisie | 37         | 1          | –     | –     | 37     | 1      |
| 2022/23                        | Jong FC Utrecht | Nederland      | Eerste divisie | 32         | 1          | –     | –     | 32     | 1      |
| 2023/24                        | FC Den Bosch    | Nederland      | Eerste divisie | 29         | 1          | 1     | 0     | 30     | 1      |
| 2024/25                        | FC Den Bosch    | Nederland      | Eerste divisie | 1          | 0          | 0     | 0     | 1      | 0      |
| Carrièretotaal                 | Carrièretotaal  | Carrièretotaal | Carrièretotaal | 107        | 3          | 1     | 0     | 108    | 3      |
| Bijgewerkt op 21 december 2024 |                 |                |                |            |            |       |       |        |        |